# レディー・ソヴァリン
レディー･ソヴァリン(英語:Lady Sovereign)はイギリスのラッパー､ソングライター。「9 to 5」や「Love Me Or Hate Me」という曲で知られている。本名はルイーズ・アマンダ・ハーマン(英語:Louise Amanda Harman)。

## きっかけ
ロンドンのウェンブリー・パークにあるチョークヒル・エステートで育った。2010年、彼女は「When I heard Ms. Dynamite's track 'Boooo!' in 2001 it inspired me. I hadn't heard a female MC before that. She's real. Her presence, her image, the way she does everything... she opened so many doors for us girls, MCs are real, they write their own stuff, they rap about what they know, the stuff around them.」と述べている。
15歳の時に様々な音楽サイトに自分の曲をアップロードし始めた。2006年にニューズウィーク誌に語ったところによると、当初寄せられたコメントは批判的な内容だったという旨を語っている。2004年にユニバーサル ミュージック グループと契約した。数々のソロレコードをリリースし、ベースメント・ジャックス、ザ・ストリーツ、ディジー・ラスカル、D12、オービー・トライスの前座を務めた。

## 私生活

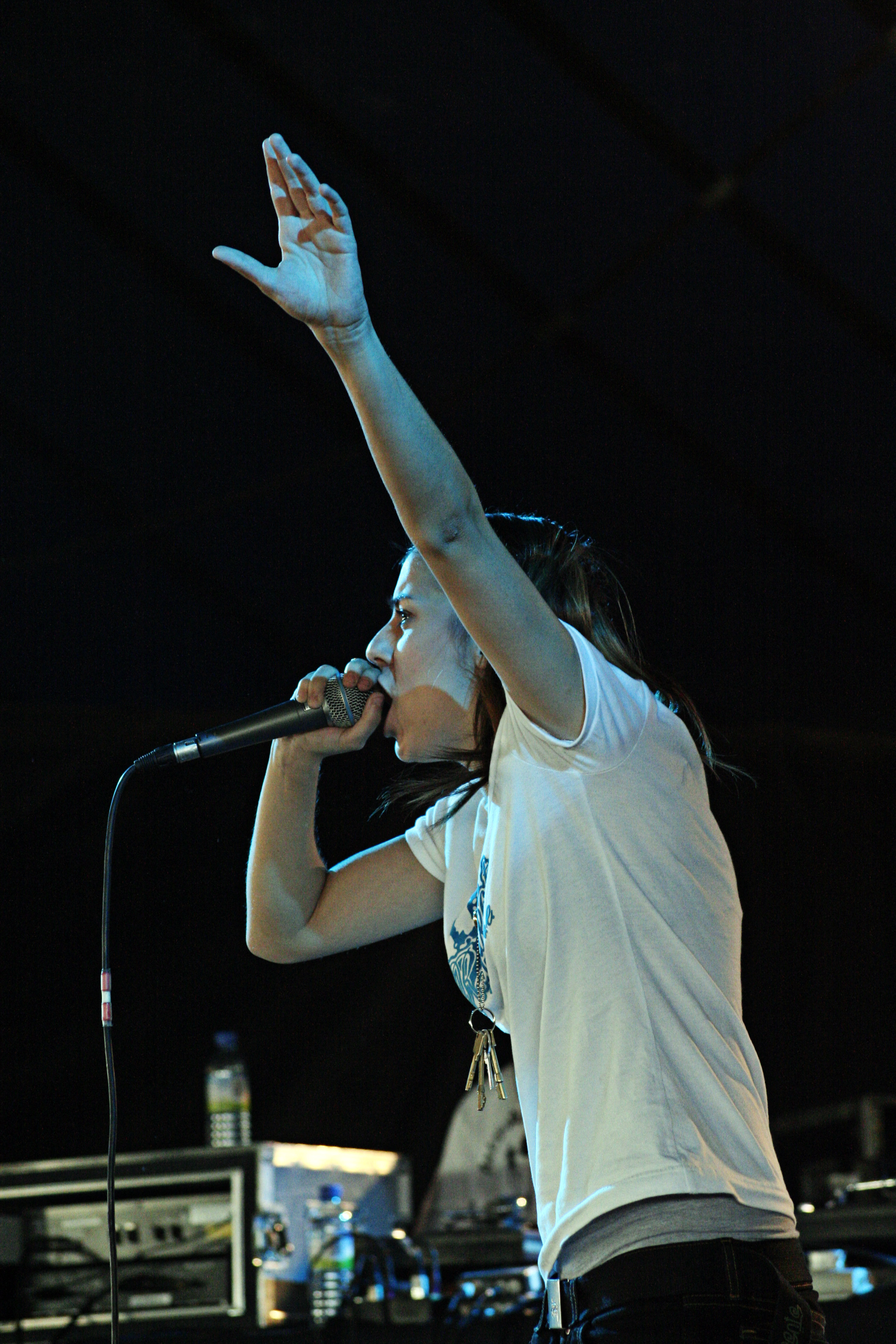
イギリスで行われたレディング・フェスティバルにて（2006年）

## 関連リンク
1. ↑  Braddock, Kevin (2004年2月24日). “Partners in Grime”. The Independent (London: Independent News & Media).  オリジナルの2011年2月13日時点におけるアーカイブ。 2010年6月23日閲覧。
2. 1 2  “Lady Sovereign Biography Music and News”. Ask Men.  オリジナルの21 August 2016時点におけるアーカイブ。.
3. ↑  “About Lady Sovereign”. MTV.com.   Viacom. 2014年3月13日時点のオリジナルよりアーカイブ。2021年4月28日閲覧。
4. ↑  Braddock, Kevin (2004年2月24日). “Partners in Grime”. The Independent (London: Independent News & Media).  オリジナルの2011年2月13日時点におけるアーカイブ。 2010年6月23日閲覧。
5. ↑  Lorraine Ali (30 October 2006). “Homegirl From London”. Newsweek.  オリジナルの11 October 2011時点におけるアーカイブ。 2011年8月14日閲覧。.